# Ectypia thona
Ectypia thona là một loài bướm đêm thuộc phân họ Arctiinae, họ Erebidae.